# Ньянуан, Жерар
Амуку́ Жера́р Ньянуа́н (фр. Amoukou Gérard Gnanhouan; 12 февраля 1977, Адзопе, Кот-д’Ивуар) — ивуарийский и французский футболист, вратарь. Выступал за сборную Кот-д’Ивуара.

## Карьера

### Клубная
Покинув родину в подростковом возрасте, Ньянуан начал свою футбольную карьеру во Франции. Сначала в 1998—2002 гг. он выступал за «Генгам», затем перешёл в «Сошо», в котором однако не имел постоянного места в основном составе и за три года (2002—2005) провёл лишь 22 лиговых матча. В 2005 г. вновь сменил клуб, перейдя в «Монпелье». В этом клубе вратарь провёл год, после чего был отдан в аренду в «Кретей». В этих командах он также практически не выходил на поле. Постоянную игровую практику Ньянуан получил, лишь перейдя в 2008 г. в клуб «Фрежю». После этого выступал также за «Ванн». В нынешнем своём клубе, «Авранше», с 2011 г.

### В сборной
На юношеском уровне играл за сборную Франции (до 18 лет), в составе которой становился победителем юношеского чемпионата Европы 1997 года. Однако потом принял решение выступать за свою историческую родину — сборную Кот-д’Ивуара. Дебютировав в ней в 2003 году, он на данный момент провёл 9 игр. Входил в заявку сборной Кот-д’Ивуара на чемпионате мира 2006 года и на Кубках африканских наций 2006 и 2012 годов.

## Достижения
- Чемпион Европы (до 18 лет): 1997
- Обладатель Кубка французской лиги: 2003/04
- Финалист Кубков африканских наций 2006 и 2012 годов